# 두일초등학교 (강원)
두일초등학교는 대한민국 강원특별자치도 평창군 진부면 방아다리로 348 (평창군 진부면 두일리 144-2)에 있었던 공립 초등학교이다.

## 연혁
- 1947년 9월 20일 진부국민학교 두일분교장 설립인가
- 1953년 9월 20일 두일국민학교로 승격
- 1996년 3월 1일 두일초등학교로 교명 변경
- 2009년 3월 1일 폐교